# Project Pope
Projecto Papa (no original Project Pope), é um romance de ficção científica escrito por Clifford D. Simak, publicado pela  Colecção Argonauta com os números 311 e 312.

## Sinopse
As vidas de Thomas Decker, um garimpeiro misterioso, Jason Tennyson, um médico fugitivo, e Jill Roberts, uma intrépida jornalista, cruzam-se casualmente em Fim do Nada, um planeta perdido na Periferia da Galáxia, habitado por alguns poucos humanos e robôs. Os robôs criaram uma organização que denominam "Vaticano" (Vaticano-17, para ser mais exato), em cuja estrutura as máquinas são monges, cardeais e há até mesmo um papa-computador, tido como infalível. Mas o culto da velha religião cristã da Terra, como os protagonistas logo irão descobrir, é apenas a fachada para um empreendimento muito maior.

## Temas
Os robôs criados por Clifford D. Simak estão entre alguns dos mais interessantes de toda a ficção científica. Sendo criações humanas, eles refletem anseios de seus criadores, como a busca por uma religião verdadeira. Mas, também como extensões do próprio Homem, não se contentam com respostas fáceis e estão prontos para ir mais além – mesmo que isso signifique abandonar o objetivo original que os trouxeram, mil anos atrás, da Velha Terra para a Periferia da Galáxia.
Curiosamente, talvez sejam os humanos do Fim do Nada, aqueles que mais acreditam na concretização da busca original e cuja reação a uma eventual mudança de rumo pode pôr tudo a perder. A par disso, um grupo de robôs "conservadores" decide recolocar o Projeto no rumo traçado na Terra e para isso, aproveitam-se de uma descoberta fortuita feita no âmbito do ambicioso Programa de Busca do Vaticano.
Dos protagonistas humanos, apenas a repórter Jill Roberts chegou a Fim do Nada deliberadamente. Inicialmente, ela esperava escrever uma grande matéria; em pouco tempo, descobre que possui ali material para escrever muitos livros, o que lhe permitiria aposentar-se como jornalista. Jason Tennyson envolveu-se numa intriga palaciana no mundo feudal de Gutshot e, sem a mínima possibilidade de provar sua inocência, teve de embarcar como clandestino na primeira nave que partiu do planeta. Finalmente, Thomas Decker é um mistério até para os robôs do Vaticano; ninguém sabe como ele chegou ao Fim do Nada, e, embora mantenha algum contato com a comunidade humana, vive à margem da mesma, numa cabana na floresta. Até a chegada de Tennyson, possuía apenas um amigo. Um amigo invisível.

## Projecto Papae o Brasil
Projecto Papa é a fonte direta de inspiração de um dos mais antigos fanzines brasileiros, o Notícias... do Fim do Nada, editado trimestralmente desde 1991 em Porto Alegre pelo médico e pesquisador de ficção científica Ruby Felisbino Medeiros. Felisbino compara a cidade onde mora com a Periferia da Galáxia descrita no livro de Simak, um lugar onde bons livros de FC demoram meses para chegar…